# Tělovýchovná jednota Sparta ČKD Praha 1972-1973
Questa voce raccoglie le informazioni riguardanti il Tělovýchovná jednota Sparta ČKD Praha nelle competizioni ufficiali della stagione 1972-1973.

## Stagione
Lo Sparta Praga raggiunge l'undicesimo posto torneo nazionale ma non raggiunge la finale di coppa cecoslovacca. Raggiunge la semifinale di Coppa delle Coppe: dopo aver eliminato Standard Liegi (3-4), Ferencváros (3-4) e Schalke 04 (2-4) la compagine ceca si arresta contro il Milan (2-0), squadra che vincerà in seguito la competizione.

## Calciomercato
Vengono acquistati Kotec e Princ. Kramerius viene ceduto alla České Budějovice e al suo posto arriva Kislinger: quest'ultimo ritorna da un prestito al Dukla Praga dopo esser già stato in maglia granata tra luglio e dicembre del 1971.

## Rosa
| N. |                           | Ruolo | Calciatore         |
| -- | ------------------------- | ----- | ------------------ |
|    | Cecoslovacchia (bandiera) | P     | Vladimir Brabec    |
|    | Cecoslovacchia (bandiera) | P     | Jiri Kislinger     |
|    | Cecoslovacchia (bandiera) | P     | Jan Pavlicek       |
|    | Cecoslovacchia (bandiera) | D     | Václav Migas       |
|    | Cecoslovacchia (bandiera) | D     | Jaroslav Kotec     |
|    | Cecoslovacchia (bandiera) | D     | Jan Tenner         |
|    | Cecoslovacchia (bandiera) | D     | Pavel Melichar     |
|    | Cecoslovacchia (bandiera) | D     | Tibor Semendak     |
|    | Cecoslovacchia (bandiera) | D     | František Chovanek |
|    | Cecoslovacchia (bandiera) | D     | Oldřich Urban      |
|    | Cecoslovacchia (bandiera) | D     | Vladimir Táborsky  |

| N. |                           | Ruolo | Calciatore       |
| -- | ------------------------- | ----- | ---------------- |
|    | Cecoslovacchia (bandiera) | C     | Svatopluk Bouska |
|    | Cecoslovacchia (bandiera) | C     | Václav Vrana     |
|    | Cecoslovacchia (bandiera) | C     | Petr Uličný      |
|    | Cecoslovacchia (bandiera) | C     | Josef Pesice     |
|    | Cecoslovacchia (bandiera) | C     | Antonin Princ    |
|    | Cecoslovacchia (bandiera) | C     | Bohumil Veselý   |
|    | Cecoslovacchia (bandiera) | A     | Václav Mašek     |
|    | Cecoslovacchia (bandiera) | A     | Vladimir Kara    |
|    | Cecoslovacchia (bandiera) | A     | Jaroslav Barton  |
|    | Cecoslovacchia (bandiera) | A     | Josef Jurkanin   |